# آرزوی کریسمس ریچی ریچ
آرزوی کریسمس ریچی ریچ (به انگلیسی: Richie Rich's Christmas Wish) یا ریچی ریچ ۲ (به انگلیسی: Richie Rich 2) فیلمی محصول سال ۱۹۹۸ و به کارگردانی جان مورلوسکی است. در این فیلم بازیگرانی همچون دیوید گلگر، مارتین مول، لزلی ان وارن، یوجین لوی، کین کورتیز، میشل تراکتنبرگ، مارلا میپلز، ریچارد فنسی، ریچارد ریلی و کاتلین فریمن ایفای نقش کرده‌اند.
این فیلم دنباله فیلم ریچی ریچ است.